# Poa ankaratrensis
Poa ankaratrensis är en gräsart som beskrevs av Aimée Antoinette Camus och Joseph Marie Henry Alfred Perrier de la Bâthie. Poa ankaratrensis ingår i släktet gröen, och familjen gräs. Inga underarter finns listade i Catalogue of Life.